# Soledad (Honduras)
Soledad è un comune dell'Honduras facente parte del dipartimento di El Paraíso.
Il comune venne istituito il 10 luglio 1826.